# Altdorf bei Nürnberg
Altdorf bei Nürnberg è una città tedesca di 15 746 abitanti nel land della Baviera. L'espressione bei Nürnberg significa vicino a Norimberga ed è stata apposta al nome per distinguerla da altre località che si chiamano Altdorf.

## Storia
Il nome "Altdorf" è citato per la prima volta in un documento del 1129. Nel 1504 Altdorf fu conquistata da Norimberga, una libera città imperiale. Nel 1575 il governo di Norimberga fondò ad Altdorf un'accademia (Hochschule) affinché ai futuri teologi di Norimberga fosse impartito un insegnamento luterano in senso melantoniano e si evitasse che frequentassero, come si verificava allora, le Università di Jena e Wittenberg. Ai corsi di teologia furono associati un corso di medicina e corsi di diritto.; questi ultimi furono affidati inizialmente a Hugues Doneau e a Hubert van Giffen, a cui successe Scipione Gentili. Nel 1622 l'accademia divenne università, la quale fu attiva fino al 1809. Tra gli ex alunni dell'Università di Altdorf si ricordano il condottiero Albrecht von Wallenstein e il filosofo e matematico Gottfried Leibniz. Dal 1576 vi insegnò matematica per alcuni anni Johann Richter. Vi nacque la pittrice Dora Hitz (1856-1924).

## Infrastrutture e trasporti
È capolinea della linea S2 della S-Bahn di Norimberga.

## Gemellaggi
- Altdorf